# 勒莫库尔 (阿登省)
勒莫库尔（法語：Remaucourt，法語發音：[ʁəmokuʁ]）是法国大東部大區阿登省的一个市镇，属于勒泰勒区。

## 地理
勒莫库尔（49°36'30"N, 4°14'9"E）面积10.8 平方千米，位于法国大東部大區阿登省，该省份为法国北部内陆省份，西接埃纳省，南至马恩省，东临默兹省，北与比利时接壤。
与勒莫库尔接壤的市镇（或旧市镇、城区）包括：沙普、肖蒙波尔西安、圣费尔热、瑟兰库尔、松村。

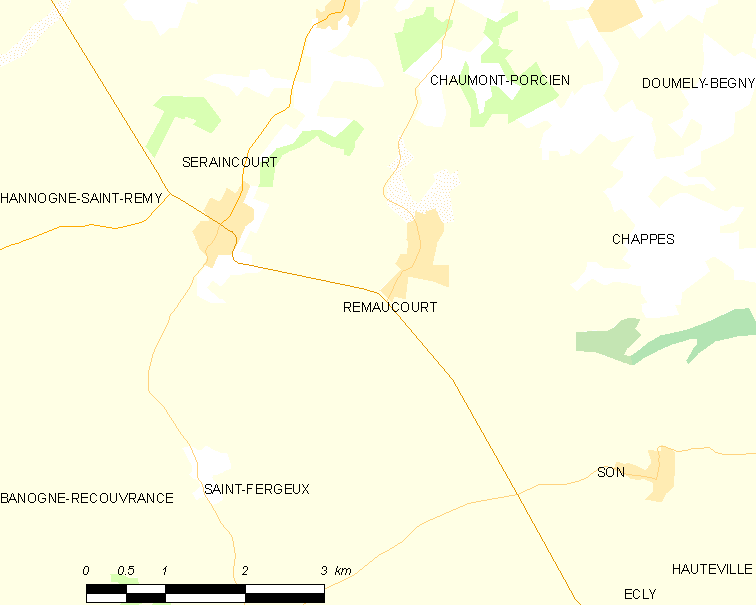
的OSM定位图

勒莫库尔的时区为UTC+01:00、UTC+02:00（夏令时）。

## 行政
勒莫库尔的邮政编码为08220，INSEE市镇编码为08356。

## 政治
勒莫库尔所属的省级选区为锡尼拉拜县。

## 人口

1962-2008年间人口变化图示

勒莫库尔于2022年1月1日时的人口数量为173人。